# Лятно тръшване (2013)
„Лятно Тръшване 2013“ (SummerSlam) е 26-ият от серията турнири SummerSlam на Световната федерация по кеч. Турнирът е pay-per-view и се провежда на 18 август 2013 г.

## Сюжет
На 15 юли в епизод на Първична сила новият главен мениджър на Първична сила Брад Мадокс обявява, че шампионът на световната федерация по кеч Джон Сина може да избере своя опонент на турнира Лятно Тръшване. По-късно вечерта, след допитване до публиката, той избира Даниел Брайън. В седмиците довели до Лятно тръшване, Винс Макмеън унижава Даниъл Брайън, опитвайки се да го накара да обръсне брадата си и поставяйки го срещу бившия му съотборник Кейн. На 12 август в Първична сила Мадокс е специален гост съдия в мач на Брайън срещу Барет, като Барет спечелва мача. Мадокс предлага да бъде гост съдия в мача Сина срещу Брайън, но Трите Хикса излиза и заявява, че ще той бъде гост съдията в мача Сина срещу Брайън.

## Резултати
| №                                                                                    | Мачове | Правила | Време |
| ------------------------------------------------------------------------------------ | --- | --- | ----- |
| 1П                                                                                   | Роб Ван Дам (с (Грамадата и Марк Хенри) побеждава Дийн Амброуз (ш) (с Роман Рейнс и Сет Ролинс) чрез дисквалификация | Сингъл мач за Титлата на Съединените щати                                                                                            | 13:38 |
| 2                                                                                    | Брей Уайът (с Ерик Роуън и Люк Харпър) побеждава Кейн                                                                | Ринг на огъня мач | 7:49  |
| 3                                                                                    | Коуди Роудс побеждава Деймиън Сендау                                                                                 | Сингъл мач | 6:40  |
| 4                                                                                    | Алберто Дел Рио (ш) побеждава Крисчън чрез предаване                                                                 | Сингъл мач за Световната титла в тежка категория                                                                                     | 12:30 |
| 5                                                                                    | Наталия (с Камерън и Наоми) побеждава Бри Бела (с Ива Мари и Ники Бела) чрез предаване                               | Сингъл мач | 5:19  |
| 6                                                                                    | Брок Леснар (с Пол Хеймън) побеждава Си Ем Пънк                                                                      | Мач без дисквалификации | 25:17 |
| 7                                                                                    | Долф Зиглър и Кейтлин побеждават Ей Джей Лий и Големия И Ленгстън                                                    | Отборен смесен мач | 6:45  |
| 8                                                                                    | Даниел Брайън побеждава Джон Сина (ш)                                                                                | Сингъл мач за Титлата на Федерацията с Трите Хикса специален гост съдия                                                              | 26:55 |
| 9                                                                                    | Ренди Ортън побеждава Даниел Брайън (ш)                                                                              | Сингъл мач за Титлата на Федерацията с Трите Хикса специален гост съдия. Ренди Ортън използва правото на мач от Договора в куфарчето | 0:08  |
| - (ш) – указва шампиона/шампионите в мача - П – показва, че мача ще бъде преди шоуто | | |       |